# Târgu Lăpuș
Târgu Lăpuș é uma cidade (oraș) da Romênia localizada no distrito de Maramureș. Segundo censo de 2011, havia 11 744 habitantes.